# Léon Dallemagne
Pour les articles homonymes, voir Dallemagne.
Léon Dallemagne ou Léon d'Allemagne, né en 1837 à Belley et mort en 1907 à Bourg-en-Bresse, est un peintre français qui a notamment peint les paysages de l'Ain, du Bugey et de la Dombes.

## Biographie
Un temps à Paris pour suivre des études de droit, il revient dans le Bugey en 1862. Dans les années 1870, il s'installe dans la demeure familiale, le château de Machuraz à Vieu. Il est proche d'autres peintres paysagistes comme Adolphe Appian, ou encore Jean-Baptiste Camille Corot, François-Auguste Ravier ou encore Charles-François Daubigny avec lesquels il lui arrive de peindre, en particulier à Optevoz.

## Musées
- Soleil couchant (le soir à Rossillon), musée des Ursulines de Mâcon[2]
- Bord d'étang de la Dombes, musée de Brou

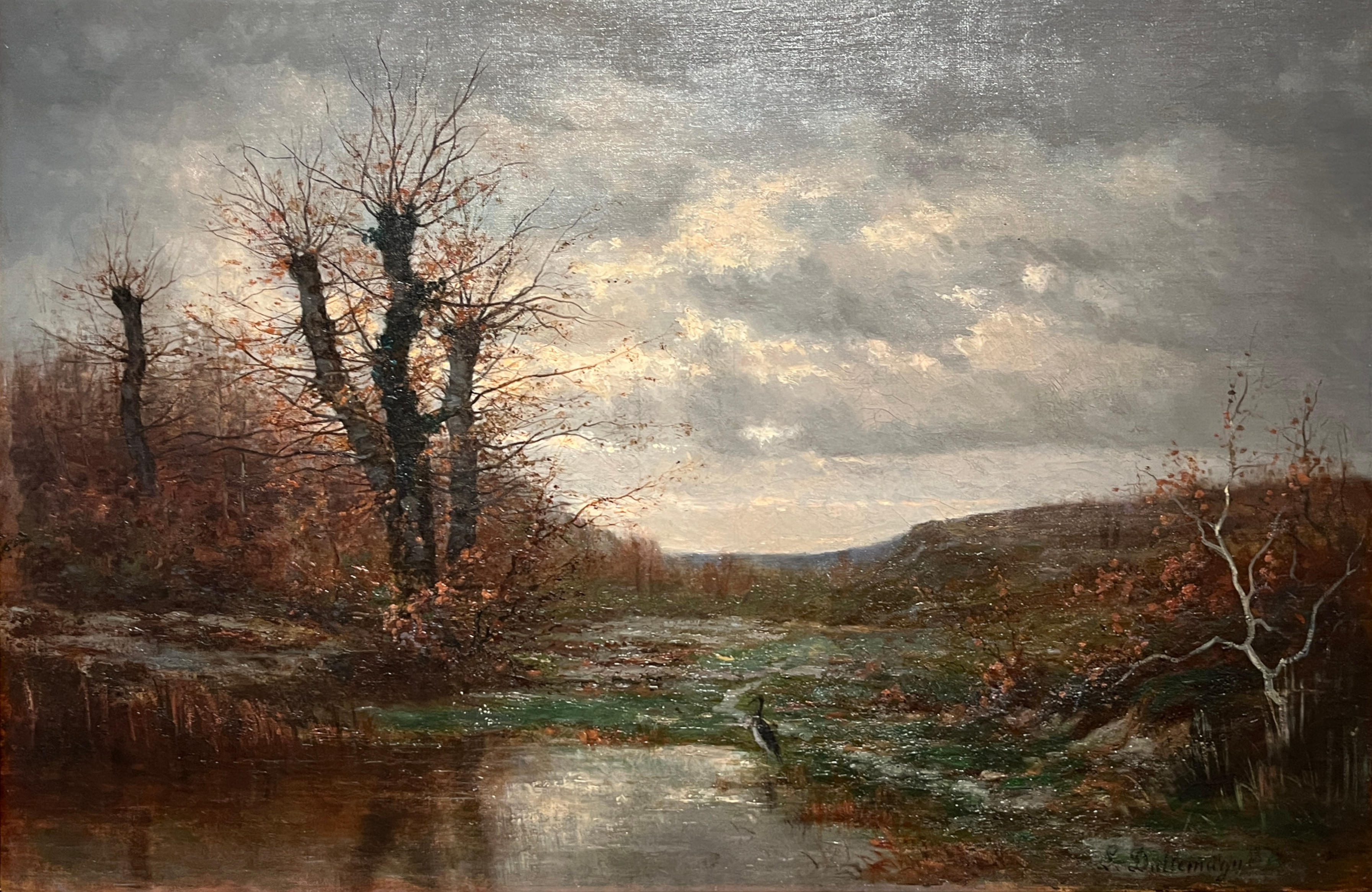
Bord d'étang de la Dombes, musée de Brou.